# Berry de Mey
Berry de Mey (Rotterdam, 23 februari 1962) is een voormalig professioneel Nederlands bodybuilder. Zijn bijnaam was The Flexing Dutchman. In de jaren 80 deed De Mey aan veel nationale en internationale bodybuilding wedstrijden mee. In 1985 werd hij wereldkampioen door in London op de World Games onder andere rivalen uit de VS en Rusland te verslaan.
In 1988 behaalde De Mey zijn grootste succes bij het IFBB Mr. Olympia bodybuilding-evenement in Los Angeles. Hij won het brons, Lee Haney won dat jaar de Mr. Olympia en Rich Gaspari eindigde als tweede.
Naast zijn behaalde prestigieuze titels wordt zijn eerste plek op de IFBB Mr Europa in 1982 nog altijd beschouwd als een van de meest spectaculaire overwinningen. De Mey won de titel als junior (20 jaar oud slechts) bij de senioren in de categorie zwaargewichten. Tot op de dag van vandaag zijn de enige twee bodybuilders die dit ooit gepresteerd hebben Arnold Schwarzenegger en Berry de Mey.
Door De Meys staat van dienst in het bodybuilding is hij in 2008 toegevoegd aan de IFBB Hall of Fame.

## Bodybuilding carrière
- 1980 WABBA (World Amateur Body Building Association) Jr. Mr. Ironman 1e
- 1980 Jr. Mr. Hercules 1e
- 1980 IFBB (International Federation of Body Building and Fitness) Jr. Mr. International 1e
- 1981 Jr. Mr. Holland 1e
- 1981 Jr. Mr. Europe 3e
- 1982 IFBB Mr. Holland 1e
- 1982 IFBB Mr. Europe 1e
- 1982 European Mixed Pairs Championships met Erika Mes 1e
- 1983 IFBB Mr. Universe Netherlands Champion 2e
- 1984 IFBB Mr. Universe Netherlands Champion 2e
- 1985 World Games 1e Heavyweight (kwalificatie voor Mr. Olympia)
- 1986 IFBB Night of the Champions 5e

Mr. Olympia:
- 1985 6e Brussels,België
- 1986 5e Columbus,Ohio, VS
- 1987 6e Gottenberg,Zweden
- 1987 European Grand Prix Tour
- 1988 3e Los Angeles, California, USA

- 1988 European Grand Prix Tour: inclusief Engeland, Spanje, Duitsland, Frankrijk & Griekenland
- 1988 IFBB China Promotional Tour
- 1989 ernstige blessure, gescheurde pectoralis
- 1991 WBF CHAMPIONSHIP 3e
- 1992 WBF CHAMPIONSHIP 3e
- 1993 IFBB Night of Champions 10e

## Na bodybuilding
Sinds Berry de Mey in 1994 zijn professionele bodybuilding carrière opgaf is hij professioneel fotograaf geworden. In 2011 richtte hij Berry de Mey Nutrition op, een bedrijf in voedingssupplementen.